# Камберленд (округ, Северная Каролина)
Камберленд (англ. Cumberland) — округ в штате Северная Каролина, США. По данным переписи 2010 года, численность населения составила 319 431 человек. Окружным центром является город Фейетвилл.

## История
Округ сформирован в 1754 году из округа Блейден. Назван в честь принца Уильяма Августа, герцога Камберлендского (1721—1765), генерала-капитана британской армии и победоносного командира в сражении при Каллодене.

## География
По данным Бюро переписи населения США, округ имеет общую площадь 1704,2 км², из которых 1691,3 км² занимает суша и 15,5 км² вода.

### Соседние округа
- Округ Харнетт (Северная Каролина) — север
- Округ Сампсон (Северная Каролина) — восток
- Округ Блейден (Северная Каролина) — юг
- Округ Робсон (Северная Каролина) — юго-запад
- Округ Хок (Северная Каролина) — запад
- Округ Мур (Северная Каролина) — северо-запад

### Дороги
|                                           |                                 |                               |                                 |                                  |
| - — I-95 - — I-95 Bus. - — I-295 / NC 295 | - — US 13 - — US 301 - — US 401 | - — NC 24 - — NC 53 - — NC 59 | - — NC 87 - — NC 162 - — NC 210 | - — NC 217 - — NC 242 - — NC 690 |

## Демография
По данным переписи 2000 года, насчитывалось 302 963 человека, 107 358 домашних хозяйств и 77 619 семей, проживающих в округе. Средняя плотность населения составила 179 чел./км². Расовый состав округа: 55,15 % белые, 34,90 % афроамериканцы, 1,55 % коренные американцы, 1,88 % азиаты, 0,30 % жители тихоокеанских островов, 3,13 % другие расы, 3,09 % две и более рас и 6,90 % испанцы или латиноамериканцы.
Из 107 358 домохозяйств 39,40 % имели детей в возрасте до 18 лет, проживающих с ними, 52,90 % супружеских пар, живущих вместе, 15,50 % женщин, проживающих без мужей и 27,70 % не имеющих семьи. 22,40 % всех домохозяйств составляли отдельные лица, из которых 5,90 % лица в возрасте 65 лет и старше.
Возрастной состав округа: 27,90 % в возрасте до 18 лет, 13,70 % от 18 до 24 лет, 32,90 % от 25 до 44 лет, 17,80 % от 45 до 64 лет и 7,70 % в возрасте 65 лет и старше. Средний возраст составил 30 лет.
Средний доход на домашнее хозяйство в округе составил $37.466, а средний доход на семью $41.459. Мужчины имеют средний доход $28.308, а женщины $22.379. Доход на душу населения составил $17.376. Около 10,40 % семей и 12,80 % населения были ниже черты бедности, в том числе 16,80 % из них моложе 18 лет и 13,70 % в возрасте 65 лет и старше.

## Населённые пункты

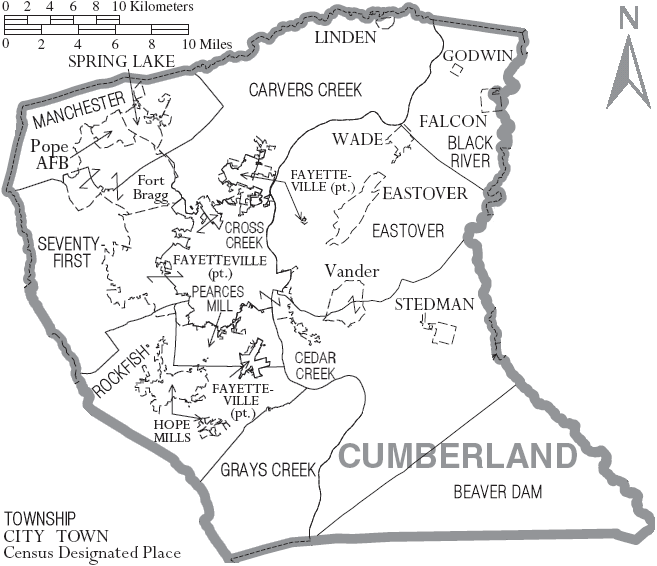
Карта округа Камберленд (Северная Каролина) с указанием городских муниципалитетов и районов

### Города
- Истовер
- Фалкон
- Фейетвилл
- Годуин
- Хоп-Милс
- Линден
- Спринг-Лейк
- Стедман
- Уэйд

### Тауншипы
Округ делится на одиннадцать тауншипов: Бивер-Дам, Блэк-Ривер, Карверс-Крик, Сидар-Крик, Кросс-Крик, Истовер, Грейс-Крик, Манчестер, Пирсес-Милл, Рокфиш и Севенти-Ферст.